# Hey You (Pink Floyd)
Hey You è un brano musicale della band inglese Pink Floyd, pubblicato nel 1979 nell'album The Wall (prima canzone del secondo disco) e come singolo nel 1980.
Non fu inserita nel film Pink Floyd The Wall per ragioni di spazio, ma una versione abbozzata del video è inclusa negli extra del DVD pubblicato in occasione del 25º anniversario dall'uscita dell'album.

## Composizione
Vi si fa uso della tecnica dell'hi-string nell'accordare la chitarra (la sesta corda, cioè il mi basso, viene portato due ottave sopra, mentre il la, il re e il sol un'ottava sopra e il si ed il mi cantino rimangono invariati).
La canzone inizia con un arpeggio di chitarra acustica. Poco dopo entrano, in sequenza: il basso fretless, un piano elettrico Fender Rhodes, la voce e, al termine della prima strofa, la batteria.
Dopo la seconda strofa, inizia l'assolo di chitarra. Sia la chitarra che il basso qui seguono il ritmo quasi militare di Another Brick in the Wall, ma dopo alcuni secondi la chitarra si slega da questo riff e segue una parte completamente "selvaggia", in opposizione al tema rigido che fa da sezione ritmica.
La seconda parte della canzone ha la stessa struttura della prima. È in questo punto che si trova una prima citazione del brano Echoes (la seconda citazione è nel brano Is There Anybody Out There?): una nota alta di pianoforte "effettato" che simula un sonar; è l'inizio della suite che occupa l'intero lato B dell'album Meddle.
La canzone è ispirata al concetto per cui The Wall è stato concepito: esprimere la disperazione e la solitudine che un proprio pari può patire (che sia Pink, l'ascoltatore o entrambi).
Inizialmente, era intenzione degli autori inserire la canzone tra Comfortably Numb e The Show Must Go On (così è, infatti, nella demo dell'album).
È presente nella colonna sonora del film Parto col folle.

## Trama
Come nelle altre canzoni dell'album il punto di vista espresso nella canzone è quello del protagonista, Pink.
Egli capisce di aver sbagliato a chiudersi in se stesso e tenta di recuperare qualche contatto con il mondo esterno. Per quanto tenti, però, il muro impedisce che le sue richieste di aiuto vengano recepite, e più chiama, più il suo tono si carica di disperazione.
La canzone rappresenta il punto di passaggio dall'isolamento dalla realtà del protagonista al momento in cui abbraccia il movimento fascista dei Vermi (The Worms), che possono essere considerati una personificazione della follia, in quanto nella penultima canzone del secondo disco, The Trial, il giudice è un verme che alla fine del processo, ("The Trial", per l'appunto) condanna Pink ad uscire dal suo muro psicologico, (l'ultimo verso della canzone "Tear down the wall" vuol dire "abbattete il muro"), quindi le stesse entità che hanno costruito il muro ne ordinano ora l'abbattimento; questa interpretazione viene richiamata nel verso di Hey You che dice "and the worms ate into his brain" che letteralmente significa "e i vermi mangiarono nel suo cervello", linguaggio metaforico che si può interpretare con il fatto che Pink impazzisce dopo aver eretto il muro, il che costituisce un ulteriore richiamo alla vita dell'indimenticato Syd Barrett, uno dei membri fondatori della band, il quale, avendo anche abusato pesantemente di droghe nel corso della sua vita, perse la salute mentale (forse anche a causa di problemi psicologici veri) e dovette abbandonare la band, che lo ricorderà numerose volte nel corso della carriera, dedicandogli nel 1975 anche l'album Wish You Were Here.

## Versione video
Tra gli extra del DVD del film Pink Floyd The Wall pubblicato per il 25º anniversario dall'uscita dell'album, è stato inserito anche il video di Hey You. Il filmato inizia con Pink (Bob Geldof) che tenta disperatamente di uscire dal muro che ha appena finito di costruire; subito dopo la scena cambia, inquadrando i fan di Pink al suo concerto, che hanno facce pallide e smorte. Queste sono le persone che "stanno nel passaggio con i piedi stanchi ed un sorriso che si spegne" (standing in the aisles with itchy feet and fading smiles) che Pink sta cercando di raggiungere al di là del muro.
Nell'inquadratura successiva si vedono dei letti d'ospedale e, in quella seguente, due sedie vuote in una stanza bianca. Un Pink inerte appare sulla sedia di sinistra, mentre la moglie appare dopo poco, nuda, sulla sedia di destra. Dopo aver girato la testa per cercare lo sguardo del marito, che però rimane immobile, la donna scompare. La scena cambia nel momento in cui inizia l'assolo di chitarra elettrica, mostrando sequenze che si alternano rapidamente.
Si vedono persone che rovesciano e distruggono automobili e ragazzi che lanciano pietre, bastoni e molotov a volanti della polizia. Finito l'assolo la scena cambia. Di nuovo un frenetico susseguirsi di sequenze: una mano che tenta di rompere una finestra, una massa di vermi, un uomo su un letto di ospedale che viene sottoposto ad elettroshock, una donna che urla, uno scontro tra i fan di Pink e la polizia.
Il filmato finisce con la scena che lo ha aperto, Pink che tenta di uscire dal muro, ma che alla fine, stremato, si arrende.

## Esecutori
- Roger Waters - voce;
- David Gilmour - chitarra a 6 e 12 corde, basso fretless, voce;
- Nick Mason - batteria;
- Richard Wright - tastiera, organo Hammond, sintetizzatore.